# La Unión (parroquia de Babahoyo)
La Unión es una localidad y parroquia rural del cantón Babahoyo de la provincia de Los Ríos en el Ecuador.

## Toponimia
Se conoce que en 1888, este lugar fue asiento de numerosas parcialidades indígenas aquí hacían intercambios de producto de Sierra y Costa, hasta Playas de 0jiva llegaban grandes balsas desde el río Caracol , los primeros dueños de estas tierras desde Barreiro, hasta el cerro Samama fueron los señores Agustín Barreiro, Buenaventura Burgos y la familia Duran Ballén de ascendencia española, es este lugar se reunían estos caballeros para intercambiar ideas, acciones lugar que luego denominaronLa Unión.

## Historia
En 1888, según se desprende de datos históricos recopilados de algunas monografías de la provincia de Los Ríos, estas tierras estaban incluidas en los dominios que poseían los señores: Buenaventura Burgos y Agustín Barreiro de ascendencia española.
El Sr. Buenaventura Burgos, con el deseo de tener una cabecera parroquial y un puerto a orillas del río Catarama, donó una extensión de terreno a orillas de este río donde se creó la Parroquia Eclesiástica Caracol y tiene sus asientos hasta la presente.
Los primeros dueños de estas tierras “La Unión - Clementina”, aseguran que fueron los Srs.: Agustín Barreiro, Buenaventura Burgos y Durán Ballén; estos dominios se extendían, por el norte hasta la cordillera occidental de los Andes (El Samama), por el este hasta el río Potosí, Telimbela y San Pablo; y por el oeste hasta el río Catarama. En esa época, esos territorios eran plantaciones de cacao. En los años 1938 y 1840 cuando era presidente de la República de Ecuador Arroyo de Río y después de la Segunda Guerra Mundial la economía del país también se vio afectada por la consecuencia de la guerra y los dueños de esas tierras tuvieron problemas económicos. Ya que en lo que hoy es el Recinto Cañaveral existía un ingenio de azúcar y sus propietarios quebraron.
Como forma de pago los mayordomos que trabajaban en el denominado ingenio como una forma de pago por todo el tiempo trabajado invadieron esas tierras . Las personas que invadieron estas tierras fueron los señores Abrahán Freire, Juan Flores, Rufino Pincay, Lorente entre otros.
Don Lorente le vendió a don Aníbal Rodríguez y así estos territorios fueron ocupados por los nuevos propietarios.
La Unión fue elevada a la categoría de parroquia el 5 de junio de 1992 (32 años), mediante Acuerdo Ministerial en el Registro Oficial N.º 951 la Subsecretaria de Gobierno y el Ilustre Concejo Central de Babahoyo, capital de la provincia de Los Ríos, Ecuador; en estudios realizados desde el 7 de enero hasta el 1 de abril de 1991 expidió la Ordenanza de Parroquialización del Recinto La Unión, la comisión ha emitido un informe favorable para la creación de la Parroquia Rural del Cantón Babahoyo la cual consta en sesión del 12 de abril de 1991 par que se proceda a la creación de la parroquia La Unión; el que fue aprobado en reunión el 5 de marzo de 1992
En esta parroquia también está ubicada la hacienda La clementina, es considerada la finca bananera más grande de Ecuador, la cual es un importante cuntribuyente al desarrollo económico del país.

## Administración
La parroquia La Unión cuenta con una estructura organizacional de tipo democrática donde su máximo representante es el presidente del Gobierno Parroquial, Vicepresidente, Tesorero – Secretario y seguido de vocales principales y suplentes respectivamente.

## De-limitaciones
Al Norte en Cantón Caluma
Al Sur la Parroquia Barreiro
Al Este el Cantón Montalvo
Al Oeste la Parroquia Caracol

## Turismo
La parroquia La Unión es un lugar muy acogedor se caracteriza por su gente amable y sus lugares naturales para poder pasar en familia y amigos, entre los lugares frecuentes turísticos de la parroquia, tenemos la playita de la clara, playas de ojivo, lugares en los cuales se pueden realizar parrilladas. 
Sus fiestas parroquial como del 5 de junio trae a mucha gente por la cultura de la parroquia y las distintas actividades que se realizan en aquel día e igual manera en las distintas con las que cuenta diversos meses del año. 